# نسل دوم شبکه مخابرات سیار
نسل دوم شبکه مخابرات سیار شامل سیستم‌های GSM,TDMA,CDMA است. از ویژگی‌های آن می‌توان به سرعت بالای انتقال اطلاعات صوتی و انتقال محدود داده‌ها یا اطلاعات اشاره کرد.